# Дхолак
Дхолак (деванагари: ढोलक, иногда dholaki или — в Суринаме и Голландии — dhool) — деревянный барабан бочкообразной формы с двумя мембранами разного диаметра.
Играют на инструменте руками или специальной палочкой; можно играть сидя по-турецки, положив его на колени, или же стоя, используя ремень. Сила натяжения мембран регулируется системой колец и верёвочных перетяжек. Этот инструмент распространён в Северной Индии, Пакистане и Непале; очень популярен также среди индийского населения Суринама, Тринидад-и-Тобаго и Французской Гвианы.
Дхолак используется как в ритуальной музыке, так и в народных пениях и танцах.